# Vườn thực vật

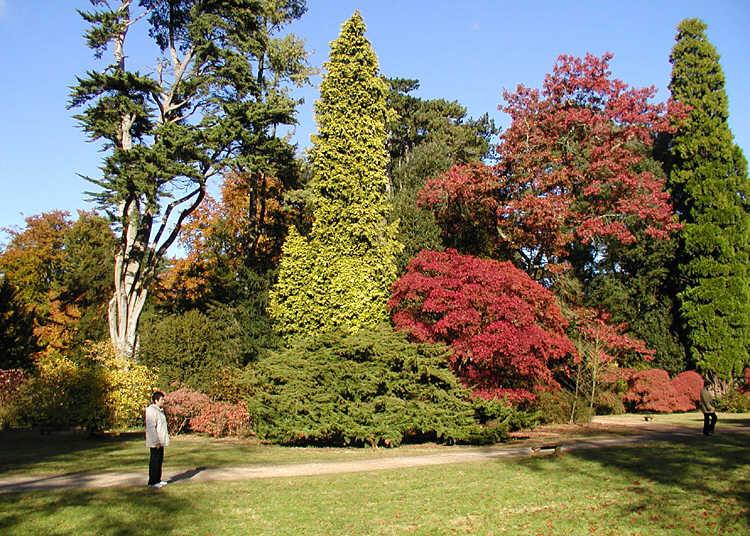
Màu sắc mùa thu tại Vườn thực vật Westonbirt, Gloucestershire, Vương quốc Anh

Vườn thực vật hay Vườn ươm cây (tiếng Anh: arboretum, số nhiều: arboreta) theo nghĩa chung là một bộ sưu tập thực vật bao gồm nhiều loại cây. Theo nghĩa thông thường hơn nữa một vườn thực vật hiện đại là một khu vườn bách thảo chứa các bộ sưu tập thực vật sống và được dự định ít nhất là một phần của nó cho nghiên cứu khoa học.
Một vườn thực vật chuyên trồng cây lá kim được gọi là pinetum. Các vườn thực vật chuyên ngành khác bao gồm saliceta (liễu), populeta và querceta (sồi).
Thuật ngữ arboretum lần đầu tiên được sử dụng trong một ấn phẩm tiếng Anh của John Claudius Loudon vào năm 1833 trên tạp chí Người làm vườn nhưng khái niệm này đã được thiết lập từ lâu.
Các bộ sưu tập liên quan bao gồm một frnometum (từ tiếng Latin frutex, có nghĩa là cây bụi) và viticetum (từ Latin vitis, nói riêng một loại cây nho).

## Lịch sử
Các vị Pharaoh Ai Cập từng trồng nhiều loài cây kỳ lạ và chăm sóc chúng; Người của họ đã mang đến Ai Cập gỗ mun từ Sudan, cây thông và cây tuyết tùng từ Syria. Đoàn thám hiểm của Hatshepsut đã trở lại xứ Punt để mang về ba mươi mốt cây nhũ hương, rễ được giữ cẩn thận trong các giỏ trong suốt thời gian của hành trình; Đây là nỗ lực được ghi nhận đầu tiên để ghép cây thân gỗ. Được biết, Hatshepsut trồng những cây này trong khu phức hợp đền thờ Deir el-Bahari của bà ấy.
Trong một arboretum, một loạt các loại cây và cây bụi được trồng. Thông thường các cây riêng lẻ được đánh dấu để nhận dạng. Một số cây cũng có thể dùng để hỗ trợ nghiên cứu hoặc quan sát quá trình sinh trưởng của nó.
Nhiều bộ sưu tập cây đã được tuyên bố là những vườn ươm cây đầu tiên. Có lẽ, người đã đề xuất sớm nhất về khái niệm "arboretum" trong cộng đồng người làm vườn là nhà văn và cũng là người làm vườn phong cảnh của nước Anh, John Claudius Loudon (1783-1843). Ông đã đảm nhiệm nhiều Uỷ ban làm vườn và xuất bản khái niệm này trên Tạp chí người làm vườn, bách khoa toàn thư về làm vườn và các công trình lớn khác.

## Thư viện ảnh

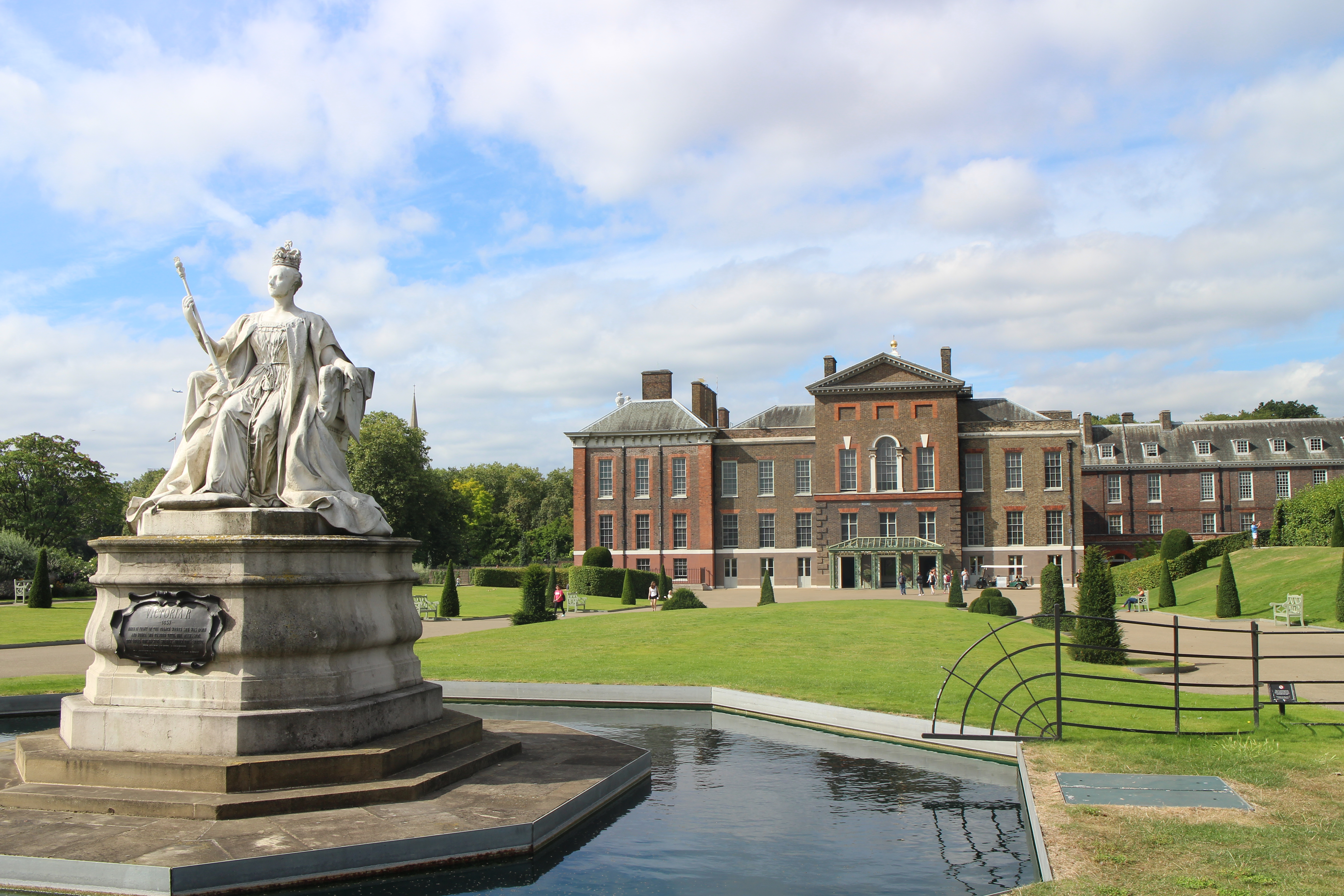
Vườn thực vật hoàng gia Kew
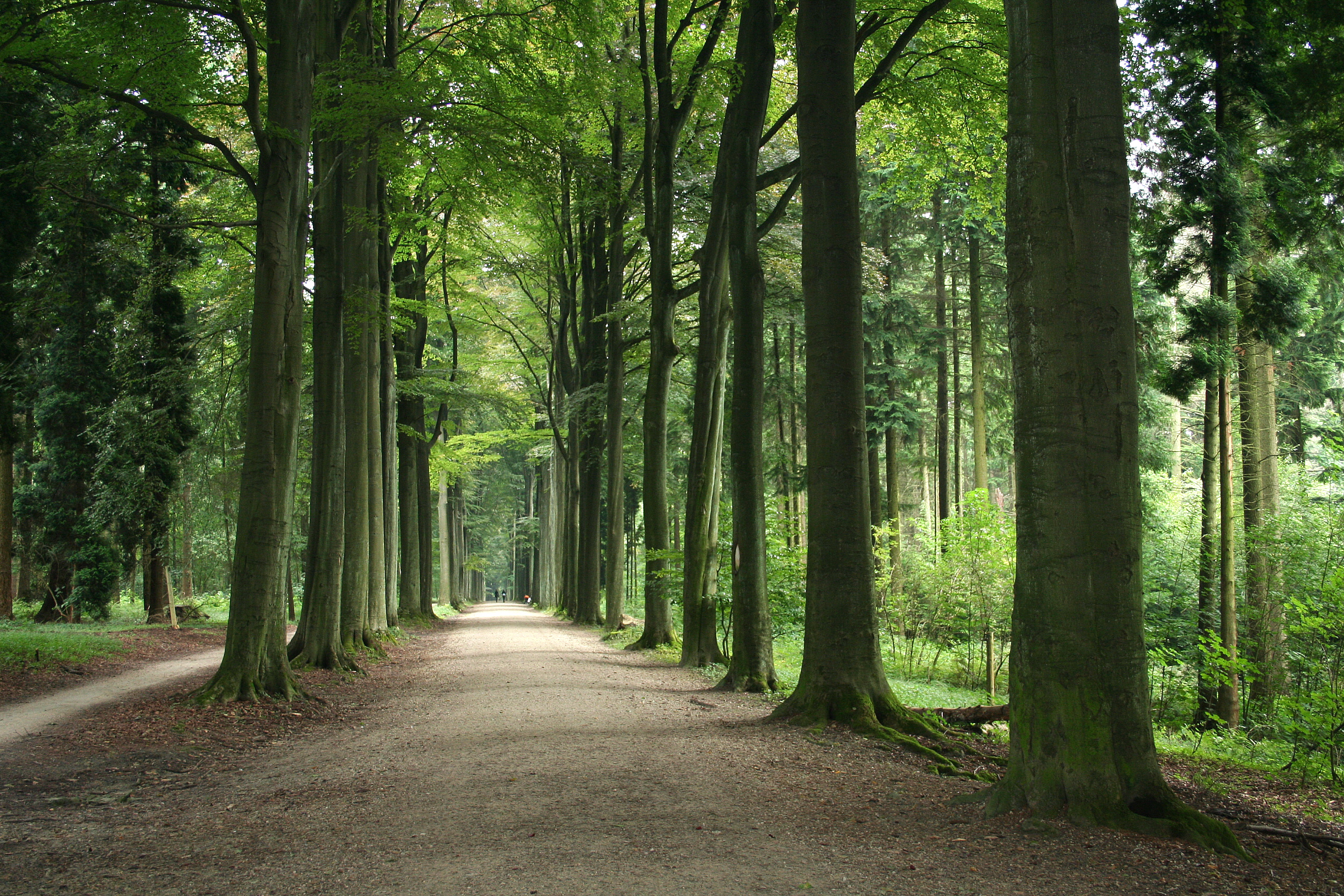
Vườn thực vật Tervuren , Bỉ
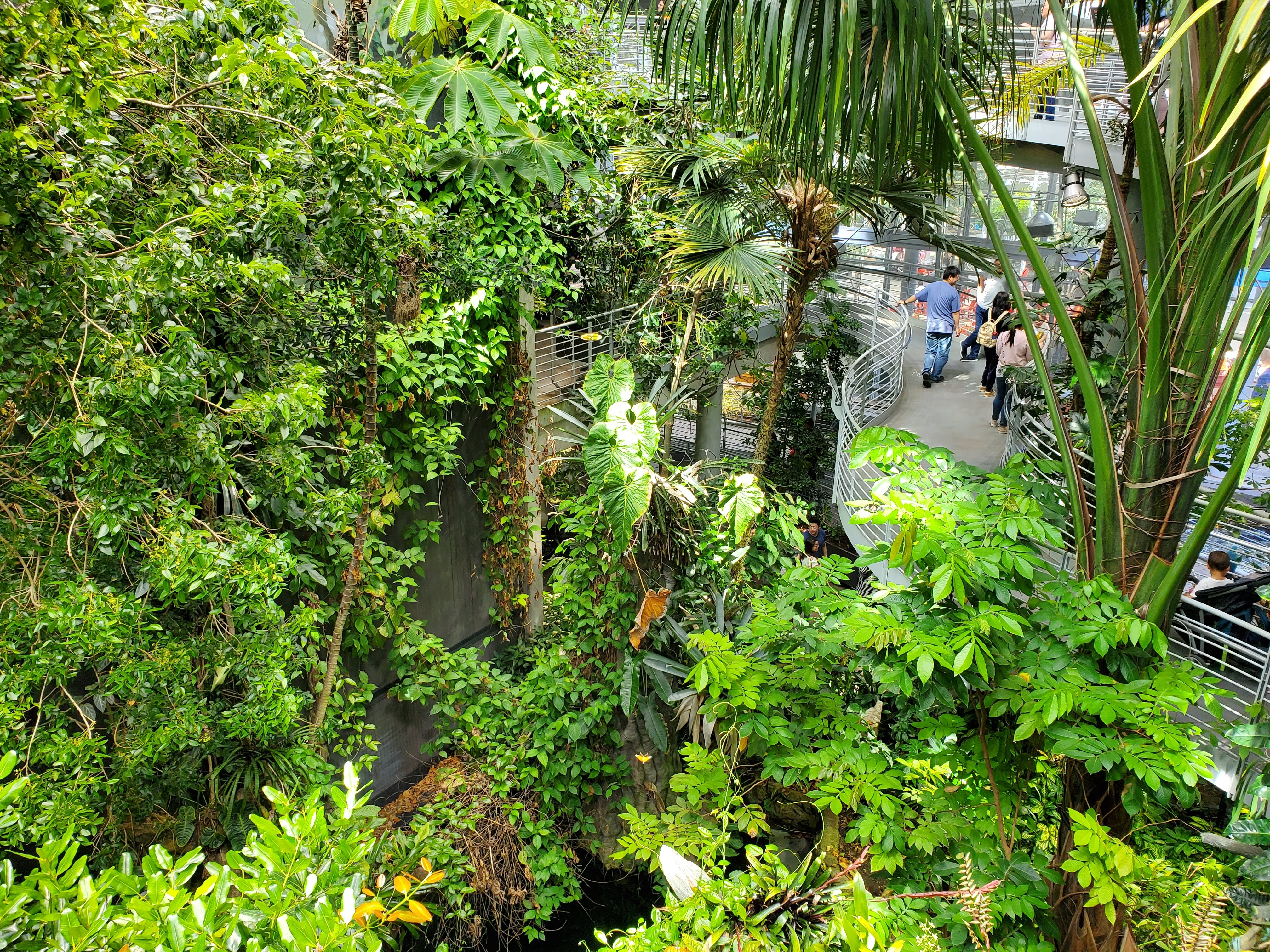
Vườn thực vật nhiệt đới ở California
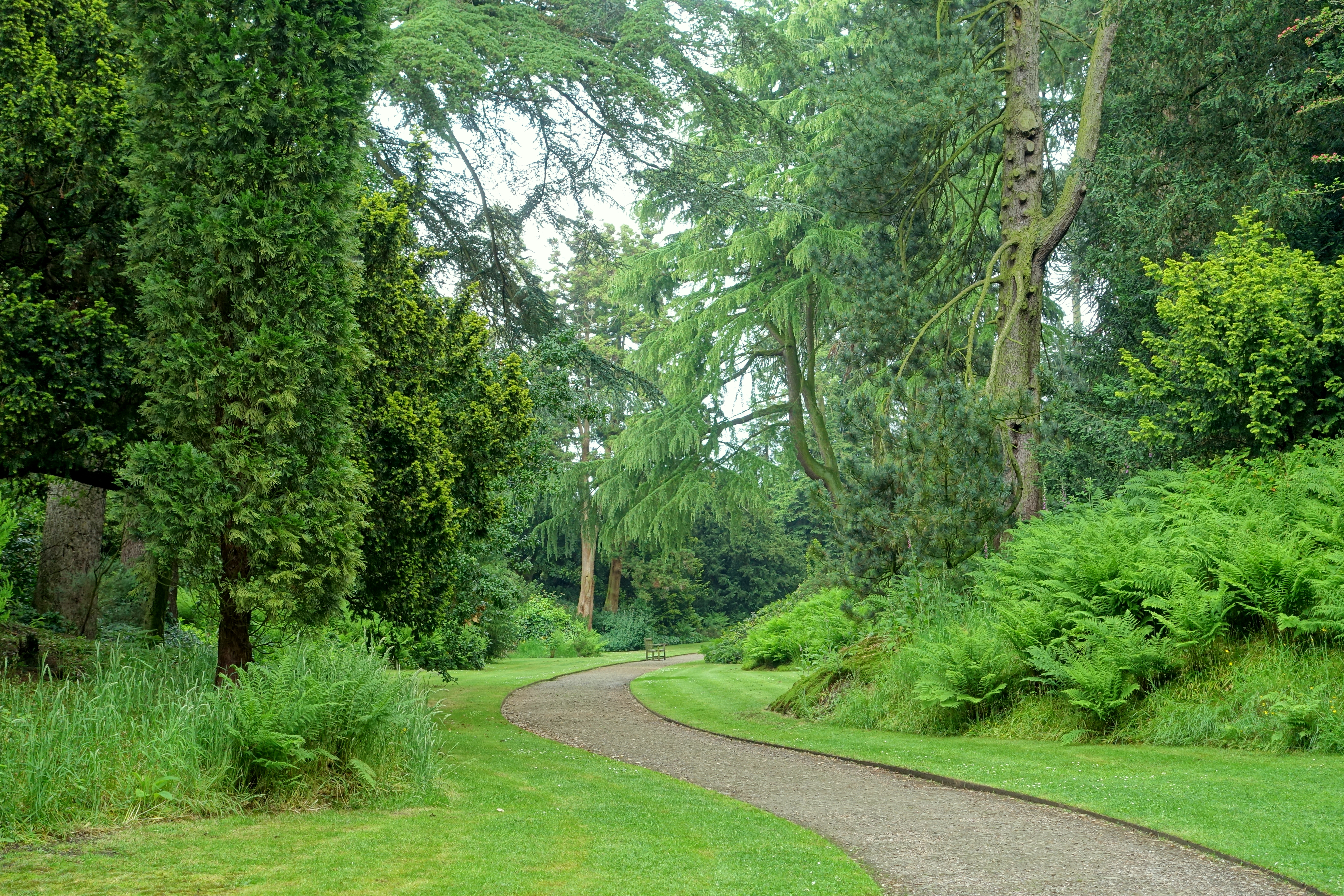
Vườn thực vật Biddulph Grange Garden - Staffordshire ở Anh
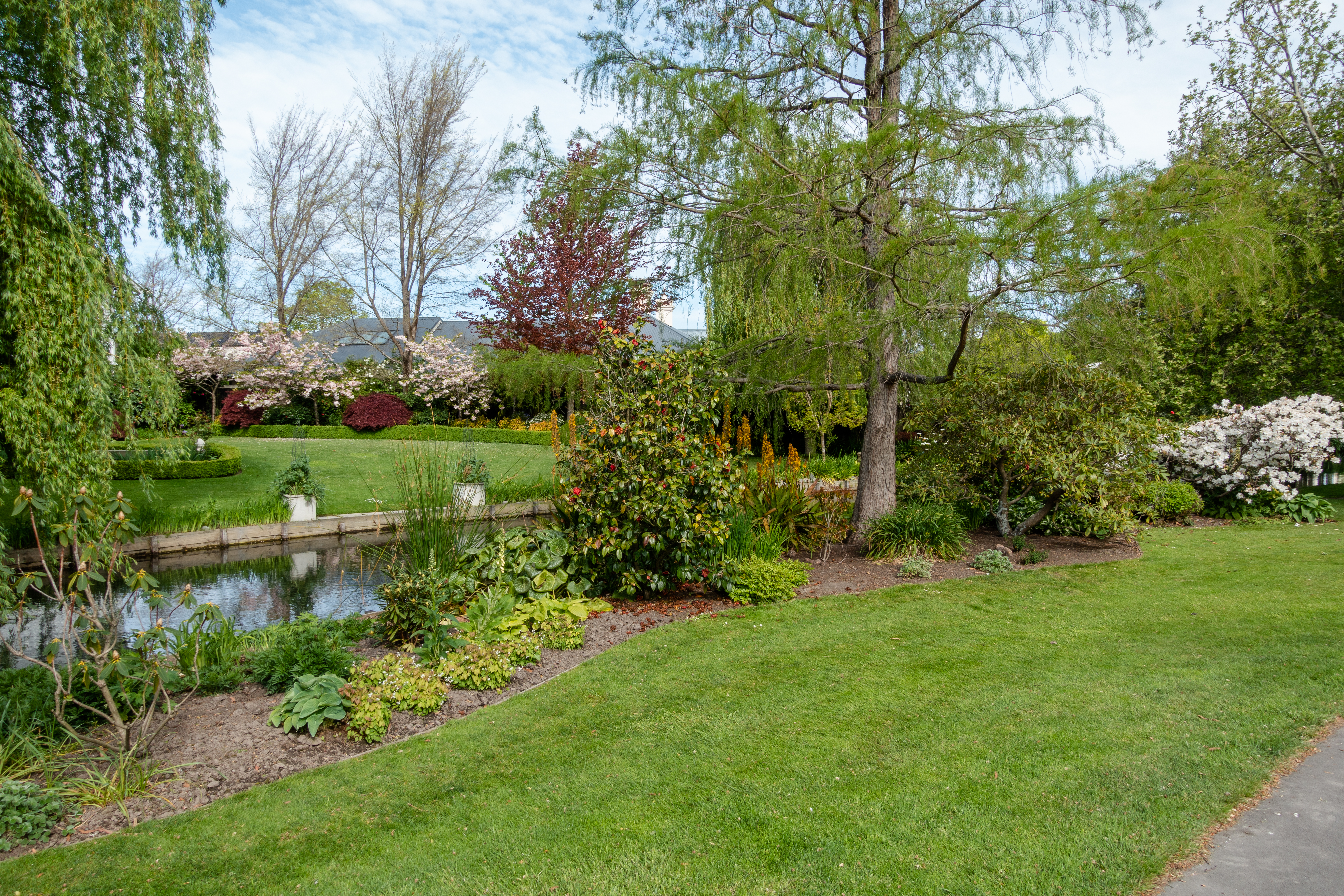
Vườn thực vật ở New Zealand